# Severino Cattaneo
Severino Cattaneo (Milano, 14 aprile 1888 – ...) è stato un arbitro di calcio italiano.

## Biografia

### Arbitro
Sebbene non sia nota la sua partecipazione a campionati di calcio, inizia ad arbitrare nel 1911 quale arbitro del Milan andando a dirigere la gara del 4 febbraio 1912 Venezia-Bologna 2-1.
Il primo almanacco dell'epoca lo cita quale "socio" dell'Associazione Italiana Arbitri nel 1913-1914, e non c'è certezza sia uno degli arbitri che ha fondato l'AIA nel 1911.
Diviene arbitro federale solo nel 1914 e lo è confermato tale anche al rientro dalla fine del conflitto mondiale.
Non risulta aver arbitrato alcuna pertita nelle stagioni 1920-1921 e 1921-1922. Ritorna ad arbitrare nella stagione 1922-1923 dirigendo la Prima Divisione fino a fine attività arbitrale (1924).